# Meioneta brevis
Meioneta brevis är en spindelart som beskrevs av Alfred Frank Millidge 1991. Meioneta brevis ingår i släktet Meioneta och familjen täckvävarspindlar.
Artens utbredningsområde är Peru. Inga underarter finns listade i Catalogue of Life.